# Notre-Dame-de-la-Mer (Saintes-Maries-de-la-Mer)

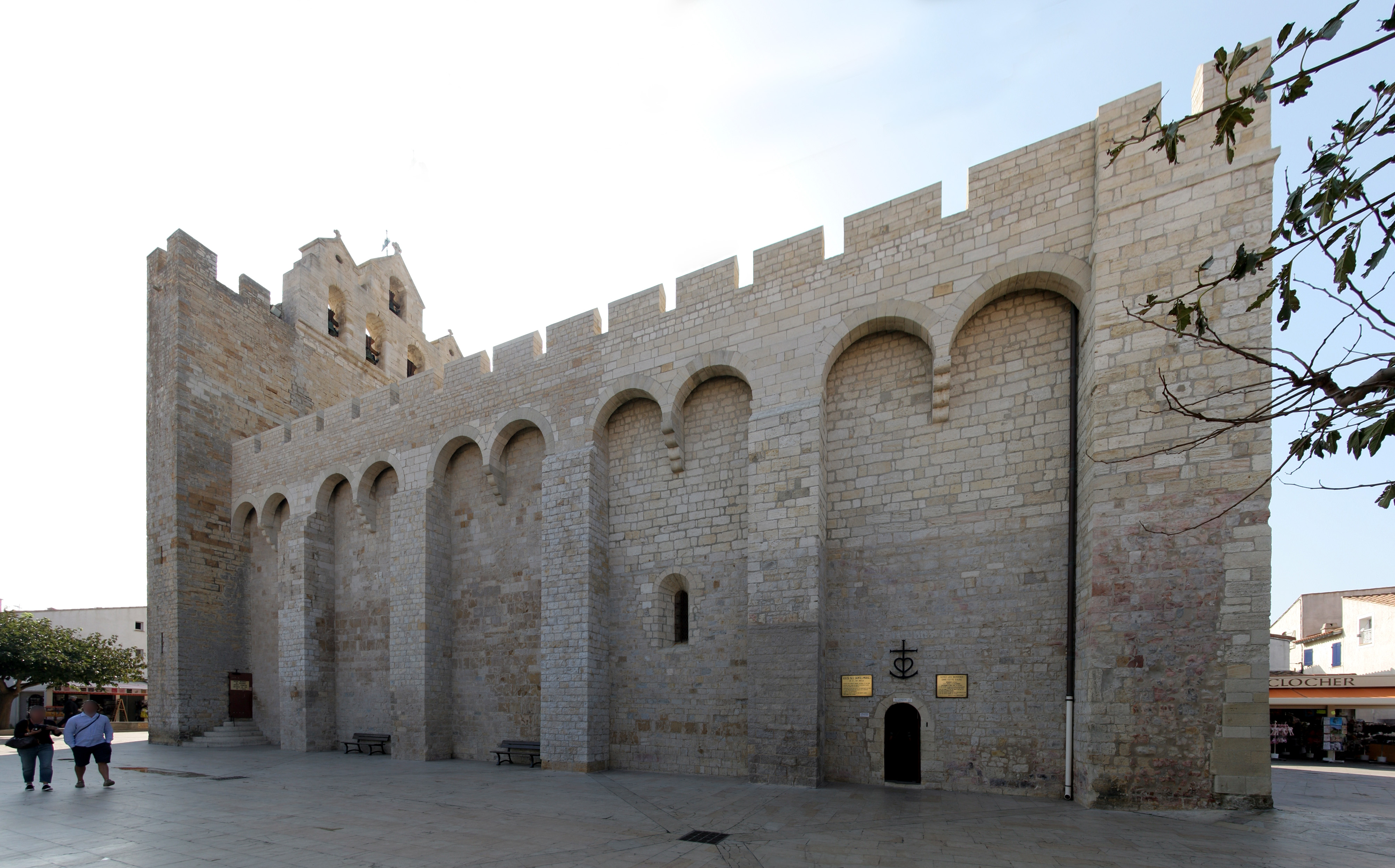
Notre-Dame-de-la-Mer

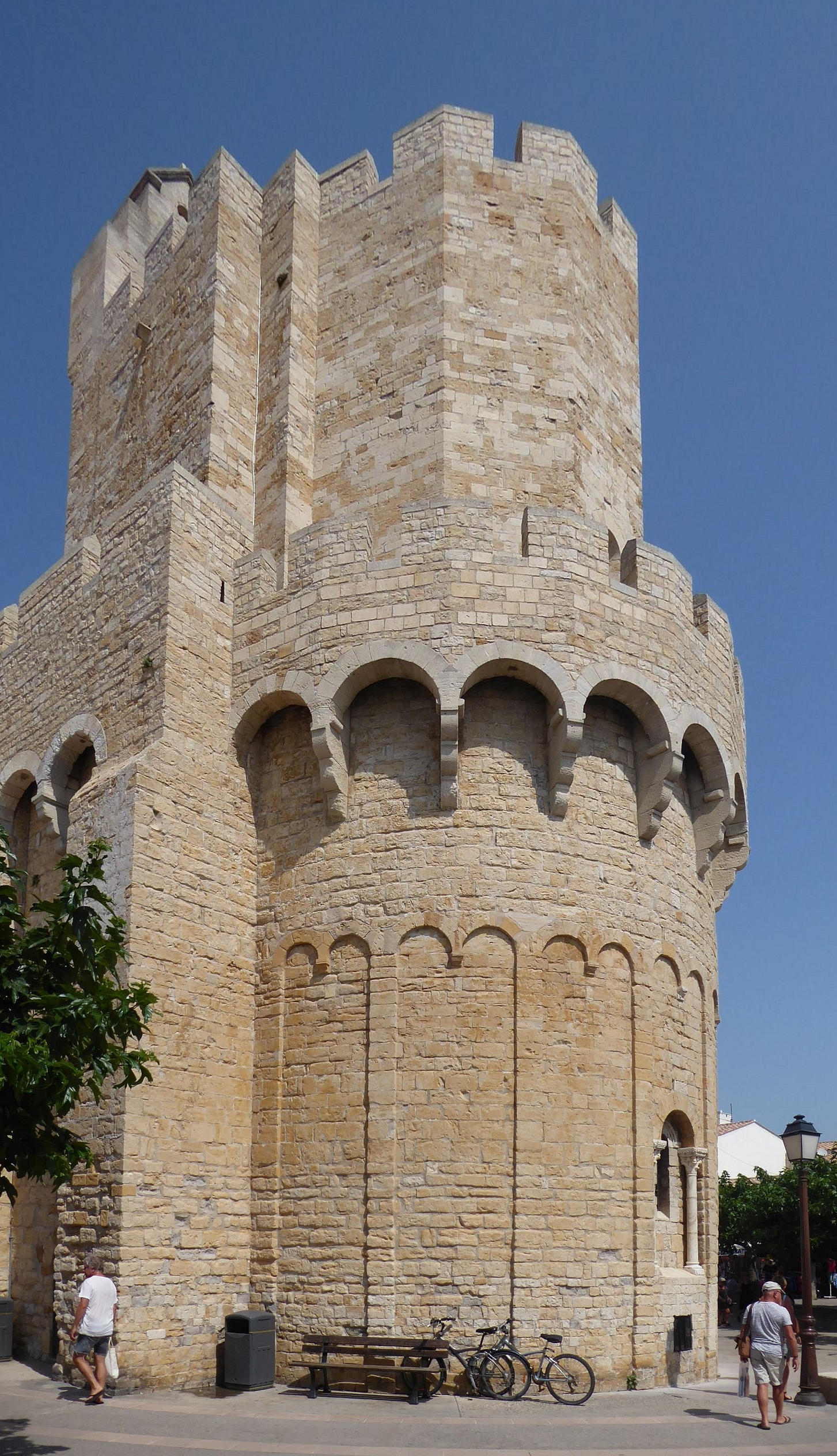
Blick zum Chor

Die römisch-katholische Kirche Notre-Dame-de-la-Mer in Saintes-Maries-de-la-Mer, einer Stadt im französischen Département Bouches-du-Rhône der Region Provence-Alpes-Côte d’Azur, wurde im 12. Jahrhundert errichtet. Die Kirche ist seit 1840 ein geschütztes Baudenkmal (Monument historique).

## Geschichte
Schon im 6. Jahrhundert muss hier eine Kirche gestanden haben, denn sie wurde im Testament des heiligen Cesarius, Erzbischof von Arles, erwähnt. Im 9. Jahrhundert wurde die erste Wehrkirche errichtet, die Kirche im heutigen Zustand wurde im 12. Jahrhundert vollendet. Notre-Dame-de-la-Mer wurde als Prioratskirche gebaut, die zur Abtei Montmajour gehörte. Das ursprüngliche Gotteshaus aus Bruchsteinen besaß nur ein einschiffiges Langhaus mit drei Jochen. Im 14. Jahrhundert wurde eine Befestigungsmauer mit Zinnen und Pechnasen errichtet, also eine Wehrkirche gebaut. Da der Ort als Wallfahrtsstätte zum Besuch der Krypta mit der Schwarzen Sara wachsende Bedeutung erlangte, wurde in der zweiten Hälfte des 15. Jahrhunderts das Langhaus um zwei Joche nach Westen verlängert.